# ادواردو نیکولاس
ادواردو نیکولاس (اسپانیایی: Eduardo Nicolás‎؛ زاده ۲۲ سپتامبر ۱۹۷۲) یک تنیس‌باز اهل اسپانیا است.